# Lipotriches latetibialis
Lipotriches latetibialis är en biart som först beskrevs av Heinrich Friese 1924.  Lipotriches latetibialis ingår i släktet Lipotriches och familjen vägbin. Inga underarter finns listade i Catalogue of Life.